# فيليب غرينغ
فيليب غرينغ (بالإنجليزية: Philip Grange)‏ هو ملحن بريطاني، ولد في 17 نوفمبر 1956.

## وصلات خارجية
- فيليب غرينغ على موقع ميوزك برينز (الإنجليزية)
- فيليب غرينغ على موقع ديسكوغز (الإنجليزية)